# 大鰐町立大鰐中学校
大鰐町立大鰐中学校（おおわにちょうりつ おおわにちゅうがっこう）は、青森県南津軽郡大鰐町大字虹貝にある公立中学校。

## 概要
- 本校は虹貝字篠塚24-1に所在し、大鰐町全域を学区とする。

## 沿革
- 1947年（昭和22年）
  - 4月1日 - 創立。当時は大鰐小学校校舎に併設。
  - 4月21日 - 開校式挙行。
  - 8月20日 - 大鰐字川辺42番地に新校舎竣工。
- 1948年（昭和23年）8月20日 - 独立新校舎が落成し、移転。
- 1957年（昭和32年）
  - 4月1日 - 蔵館中学校・大鰐第二中学校が併合。ただし、この時点では校舎は統合せず、大鰐中学校○○校舎[1]として存置（名目上の統合）。
  - 4月x日 - 統合新校舎の第一期・第二期工事完成。
  - 7月4日 - 大鰐校舎の生徒を移転。
- 1958年（昭和33年）
  - 3月22日 - 蔵館校舎・三ッ目内校舎の生徒を移転。これをもって、名実共に完全統合。
  - 9月30日 - 第三期工事完成。
- 1959年（昭和34年）
  - 10月1日 - 弘前市から森山地区と八幡館地区が編入されたことにより、該当地区の生徒を編入学。
  - 10月31日 - 体育館完成。
- 1962年（昭和37年）1月23日 - 特別教室完成。
- 1965年（昭和40年）4月1日 - 特殊学級1学級設置。
- 1967年（昭和42年）6月19日 - センター方式による学校給食開始。
- 1971年（昭和46年）4月1日 - 特殊学級2学級に増設。
- 1978年（昭和53年）4月1日 - 特殊学級3学級に増設。
- 1980年（昭和55年）7月14日 - 虹貝字篠塚24番1号（現在地）に新校舎建築開始。
- 1982年（昭和57年）
  - 8月4日 - この日と翌日の2日間で、新校舎に移転。
  - 8月23日 - 新校舎・体育館落成。
- 1987年（昭和62年）9月1日 - 校門完成（三十周年記念事業）。
- 1991年（平成3年）9月28日 - 台風19号（りんご台風）により、1教室と体育館が被害を受ける。

## 出身者
- 一の谷崇帥（元大相撲力士、元十両）
- 横山結衣（元AKB48チーム8）

## 学校周辺
- 大鰐町学校給食センター - 校地北側に隣接。
- 虹貝川 - 学校付近で、下記平川に合流する。
- 平川
- 社会福祉法人千徳会大鰐保育園 - 進学前保育園のひとつ。
- 大鰐町立清川児童公園 - 大鰐保育園の南側に隣接。
- 大鰐町地域交流センター鰐come
  - 鰐の湯
- JR東日本奥羽本線大鰐温泉駅・弘南鉄道大鰐線大鰐駅
  - なお、JR奥羽本線は線路が大鰐町道をはさんで校地北側を通る。

## アクセス
- JR東日本奥羽本線大鰐温泉駅から、徒歩約495m・約7分。
- 弘南鉄道大鰐線大鰐駅（南口）から、徒歩約520m・約8分。

## 参考資料
- 『青森県教育史 別巻』（青森県教育委員会・1973年12月20日）908頁「学校沿革 中学校 大鰐中学校」
- 『大鰐町史 下巻（二）』（大鰐町・1998年12月25日）478頁～481頁「（五）教育のあゆみ 2町内小中学校のあゆみ」